# Naoki Satō
Naoki Satō (佐藤 直紀?, Satō Naoki; Chiba, 2 maggio 1970) è un compositore e produttore giapponese che ha realizzato la colonna sonora di diverse serie anime.
Naoki Satō è l'autore della musica della cerimonia di premiazione dei giochi olimpici di Tokyo 2020.

## Lista di lavori

### Musica
- Catnapped! The Movie
- Eureka Seven
- Gachi Boy, film 2008 (musiche)
- H2 ~ Kimi to itahibi
- Kita e ~Diamond Dust Drops~
- Manhattan Love Story (dorama, 2003)
- Mouse
- Machine Robo Rescue
- Pretty Cure
- Pretty Cure Max Heart (sigla finale e iniziale)
- Pretty Cure Splash Star
- Street Fighter II V: supervisione per l'animazione per l'Ep. 1
- Sword of the Stranger (music, 2007)
- X TV
- X OAV (musica e arrangiamenti)
- Yes! Pretty Cure 5
- Yes! Pretty Cure 5 GoGo!
- Doraemon - Il film
- Power of Hope: Pretty Cure Full Bloom
- Godzilla Minus One

### Altro
- Neon Genesis Evangelion: The End of Evangelion (produzione)
- Gamera - Daikaijū kūchū kessen,  film 1995 (produzione)
- Gamera 2 - Legion shūrai, film 1996- (produzione)
- Gamera 3 - Iris kakusei, film 1999 (produzione)